# On Top of Our Game
On Top of Our Game è il secondo album dei Dem Franchize Boyz, pubblicato il 7 febbraio 2006 negli USA.

## Il disco
L'album ha debuttato alla posizione n.5 della Billboard 200, vendendo 87000 copie nella prima settimana.
Include i singoli Oh I Think They Like Me, Lean Wit It, Rock Wit It e Ridin' Rims. I featuring più importanti sono quelli di Bun B, Trey Songz, Three 6 Mafia, DJ Unk, Jim Jones e Jermaine Dupri (che tra l'altro è uno degli stessi produttori del disco).
On Top Of Our Game è uscito anche in un'edizione speciale accompagnata da un DVD, contenente i video dei singoli, i live e le interviste ai membri del gruppo.

## Tracce
1. My Music (feat. Bun B)
2. Oh, I Think They Like Me (So So Def Remix) (feat. Jermaine Dupri, Bow Wow & Da Brat)
3. Ridin' Rims
4. Bricks 4 The High (feat. Jim Jones & Damon Dash)
5. You Know What It Is
6. Lean Wit It, Rock Wit It (feat. Peanut & Charlay)
7. Freaky as She Wanna Be (feat. Trey Songz)
8. Stop Callin' Me
9. Give Props
10. Suckas Come & Try Me (feat. DJ Unk)
11. Don't Play Wit Me (feat. Three 6 Mafia)
12. They Don't Like That
13. White Tee (Remix) (feat. Jermaine Dupri & The Kid Slim) – traccia fantasma